# Širje
Širje so naselje v Občini Laško.

## Zgodovina
Po obronkih kraja so svojo pot speljali že Stari Rimljani, naprej proti Stražam, Turju in nato Rimskim Toplicam.
V Širju naj bi že leta 907 sezidal širski grad bavarski grof Arnold Schuerski, kjer je po neuspelem uporu proti vojvodi Henriku I. Bavarskemu tudi živel. Leta 1747 so v vasi sezidali Marijino cerkev. Na njenem mestu je že pred letom 1689 mala kapela.
Leta 1953 je bila vas tudi elektrificirana. Danes je v neposredni bližini vasi tudi pokopališče in mrliška vežica. Na tem pokopališču je pokopan tudi brat pesnika Antona Aškerca, Miha.